# Сражение при Хёхсте (1795)
Сражение при Хёхсте (нем. Höchst) — ряд арьергардных боев частей отступающей французской Самбро-Мааской армии генерала Жана-Батиста Журдана с частями австрийской армии Франсуа Себастьяна Шарля Жозефа де Круа, графа Клерфайта во время войны Первой коалиции эпохи французских революционных войн, произошедших 11 – 15 октября 1795 года в районе немецкого города Франкфурта-на-Майне вдоль реки Нидда.

## Перед сражением
После победы у Хандшухсхайма Квозданович был в состоянии сдержать французов, к тому же приближался Вурмзер, поэтому Клерфайт возвратился на Майн.
Журдан уже прибыл туда и, за неимением понтонов, он не смог перейти через реку. Франкфурт на Майне предлагал удобный проход, но Франкфурт охранялся пруссаками, и Журдан не осмелился нарушить второй раз нейтралитет и оккупировать территорию. Он довольствовался стоянием вдоль Майна и Нидды и блокадой Майнца.
Армия Журдана находилась в затруднительном положении, так как ворвалась в Германию без магазинов и припасов. Долина Майна была процветающей, но австрийцы долгое время изнуряли её население поставками для своей армии, и оно не могло больше ничего дать. Французы, сжатые кордоном нейтральных пруссаков и Франкфуртом, вначале вынуждены были получать обильные ресурсы из города, но затем он прекратил это делать. Страдая от лишений, солдаты проявляли недовольствие, роптали, обвиняли Конвент и его руководителей как авторов своих страданий; в армии падала дисциплина.
Армия Вурмзера прибыла на театр военных действий и 10 октября 1795 г. подошла к Мангейму. Без давления со стороны Пишегрю Клерфайт смог справиться с Журданом в одиночку и спокойный за свои коммуникации, в свою очередь, возобновил наступление. Он двинул свою армию на северо-восток от Хеппенхайма в Ашаффенбург, ещё один пригород Франкфурта. Повернув на северо-запад, австрийская армия 10 октября достигла Оффенбаха-на-Майне, нарушив линию прусского нейтралитета, Войска Клерфайта пересекли Майн, обошли восточную часть города и продвинулись на запад вдоль южного берега реки Нидда, на правый берег которой переправился 11 октября.

## Сражение
11 - 12 октября 1795 г. разгорелись бои у Хёхста – города у слияния Нидды и Майна. 10 000 французских войск под командованием Клебера попытались одолеть австрийские силы, защищавшие линию Нидды у её слияния с Майном в Хёхсте. Ему противостояли 5500 защитников под командованием генерал-майора Адама Бороса де Ракоша. Несмотря на настойчивые атаки французов, солдаты Бороса удержали свои позиции.  Французы потеряли 500 убитых и раненых. Австрийцы потеряли 24 человека убитыми и 201 раненым. Французская дивизия, участвовавшее в этом, принадлежало Бернадоту или Шампионне.
Французская армия в результате этих действий оказалась под угрозой быть обойденной противником с левого фланга. Журдан имел два выбора: снять осаду Майнца и двинуться на противника со всей армией, или начать отступление, давая арьергардные бои. Он собрал военный совет, на котором было принято решение отступать.
Клебер с правым флангом направлялся на Нойвид, центр – к Бонну, и левый фланг возвращался в укрепленный лагерь у Дюссельдорфа. Часть войск, размещенных в Кастеле, чтобы блокировать Майнц с севера, не смогла присоединиться к отступавшей армии Журдана и была вынуждена перейти на левый берег Рейна по лёгкому понтонному мосту, наведённому для сообщения обеих армий ниже Майнца позади укреплений Монтбах.
13 октября в бою при Нидернхаузене (деревня в западной Германии в холмах Таунус приблизительно 12 миль к северу от Висбадена) Науендорф с частью корпуса наблюдения -  два пехотных батальона, восемь эскадронов, отряд французских эмигрантов, всего около 8 тысяч - атаковал арьергард колонны отступающей французской армии под командованием дивизионного генерала Клейна - шесть пехотных батальонов, три кавалерийских полка и три артиллерийских орудия, всего 5 тысяч и обратил его в бегство (потери французов - 500 солдат , 5 орудий и 80 повозок боеприпасов). По другим данным: 334 человека убитыми и ранеными, 134 пропавшими без вести, пять орудий и 111 фургонов, в том числе 80 с боеприпасами. Австрийские потери неизвестны.
Двумя днями позже, 15 октября, французы взяли верх над австрийским авангардом у Штайнбаха. Часть наблюдательного корпуса Клерфайта под командованием генерал-майора Карла Йозефа фон Гадика была отброшена арьергардом дивизии Лефевра. Австрийцы потеряли 92 человек и 3 полевых орудия. Французские потери неизвестны.

## Результаты
Отход французов вынудил Марсо снять осаду Эренбрайтштейна 17 октября 1795 года.  
18 октября Клебер прибыл к высотам у Нойвида и, к своему удивлению, увидел понтонный мост в огне. Оказалось, что Марсо получил приказ уничтожить все барки у правого берега. Вместо того чтобы пустить на дно, он предал их огню. Некоторые из них унесло течением, прибив к понтонному мосту в Нойвиде, который они подожгли. Мост был разорван, и если бы французский армейский корпус атаковали превосходящие войска противника, то он рисковал быть сброшенным в Рейн. Клебер, спокойный и невозмутимый, приказал исправлять мост и одновременно расположил войска для отражения атаки противника. К счастью для французов, Клерфайт имел возможность бросить в преследование только кавалерию, атака которой без труда была отбита. Мост восстановили, и войска без затруднений прошли на другой берег, не догадываясь об опасности, которой они подвергались.
Клерфайт, вместо того, чтобы начать агрессивное преследование, в течение пяти дней после боя 11-го числа, удерживал большую часть своей армии за Ниддой.
В день, когда Клебер перешёл обратно Рейн у Нойвида, Вурмзер отбросил слабые войска Пишегрю в Маннгейм и готовился осаждать город.
Журдан дал несколько выходных дней своим войскам, чтобы потом во второй раз за кампанию двинуть свою армию вдоль Рейна на юг, на этот раз на помощь Пишегрю.